# Ji Yue 07
Ji Yue 07 – elektryczny samochód osobowy klasy wyższej produkowany pod chińską marką Ji Yue w 2024 roku.

## Historia i opis modelu

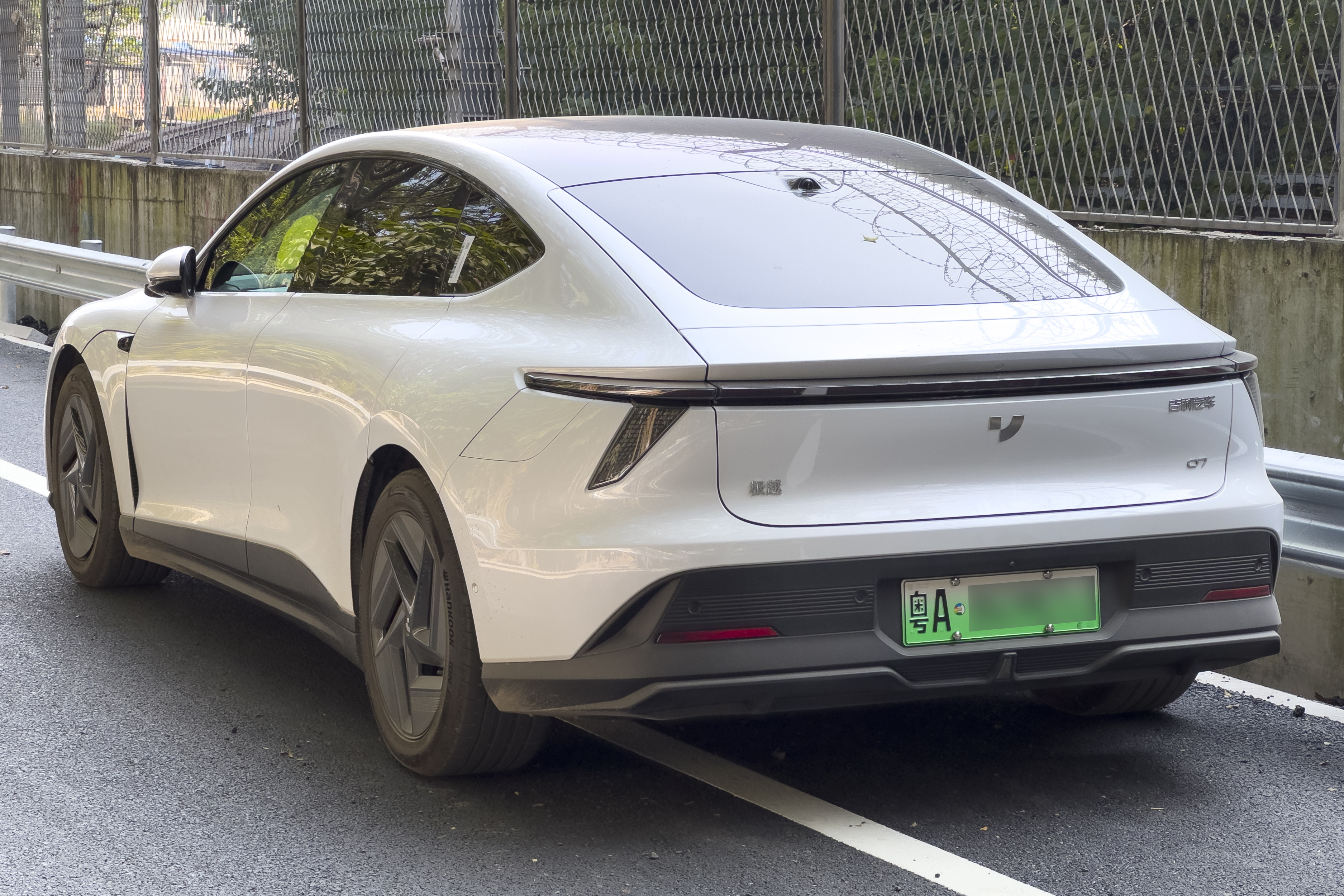
Ji Yue 07 - tył

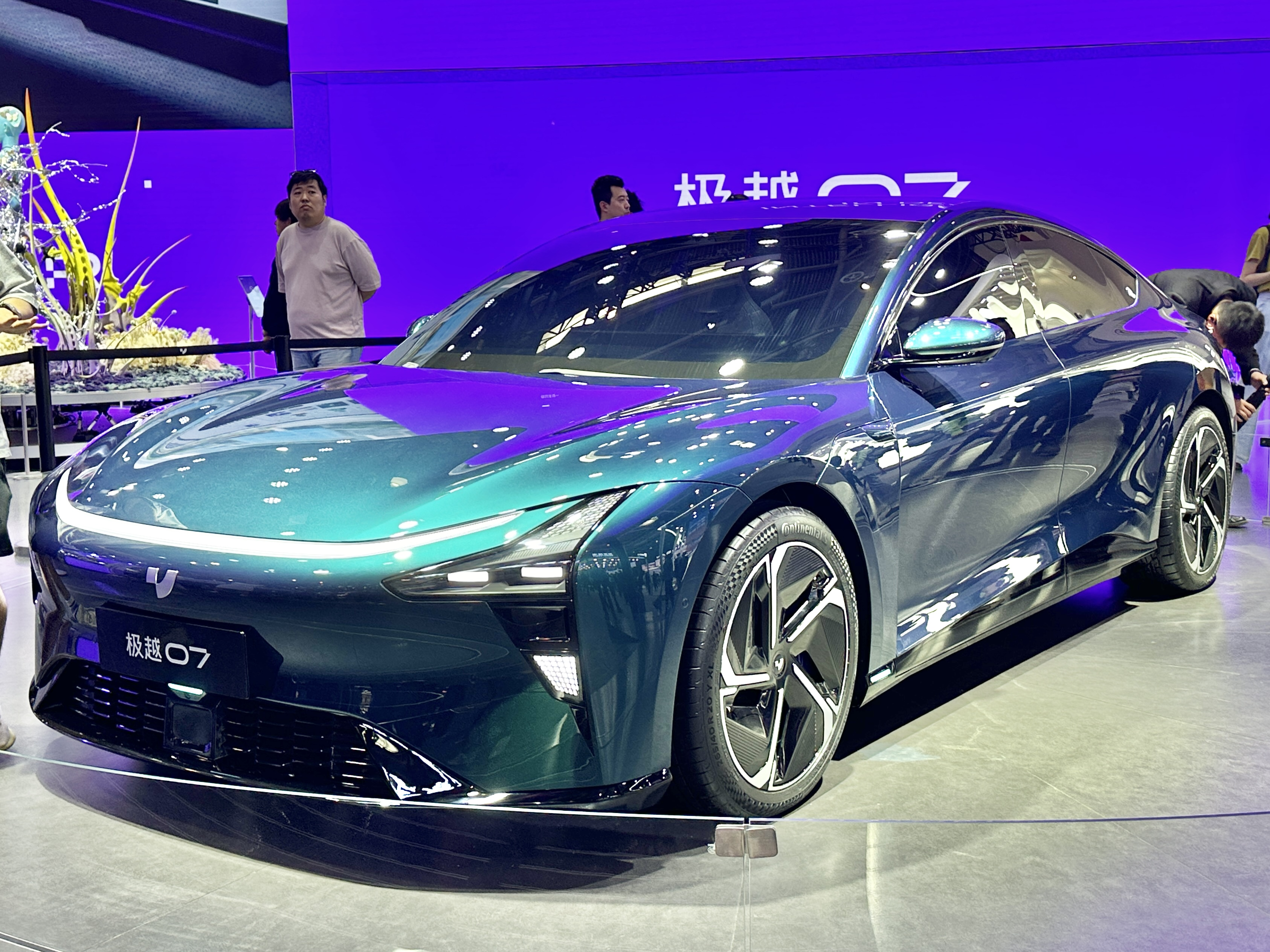
Ji Yue 07 podczas premiery

Po raz pierwszy plany poszerzenia portfolio ówczesnej marki Jidu zapowiedziano już z końcem grudnia 2022, kiedy to premierę swoją miał bliski produkcyjnej formy prototyp Jidu Robo-02. W ciągu kolejnego roku firma zmieniła nazwę na Ji Yue, a produkcyjna iteracja otrzymała w ten sposób inną niż pierwotnie zakładaną nazwę Ji Yue 07. Pierwsze informacje na temat samochodu opublikowano pod koniec grudnia 2023, prezentując dużego, ponad 4,95 metrowego liftbacka rozwijającego język stylistyczny crossovera 01.
Charakterystycznymi cechami wizualnymi 07 stała się smukła, aerodynamiczna sylwetka z ostro ukształtowanymi reflektorami wzbogaconymi wąskim, biegnącym wszerz maski pasem świetlnym. Łagodnie opadającą linię dachu zwieńczył pas świetlny oraz wysuwany spojler. Samochód oparto na modułowej platformie SEA koncernu Geely, na której oparto szerokie portfolio modeli różnych marek chińskiego konglomeratu.
W kabinie pasażerskiej zastosowano minimalistyczny, surowy projekt opierający się na szerokim, obszernym wyświetlaczu dominującym całą deskę rozdzielczą, a także pozbawionym górnego wieńca wolancie. W oprogramowaniu wykorzystano technologię firmy NVIDIA, a także rozwiązania sztucznej inteligencji.

### Sprzedaż
Ji Yue 07 powstało wyłącznie z myślą o rodzimym rynku chińskim, mając docelowo wzmocnić borykającą się z niewielkim zainteresowaniem markę Ji Yue. Sprzedaż samochodu i dostawy pierwszych egzemplarzy do nabywców rozpoczęły się na początku lipca 2024, ponad pół roku po prezentacji pierwszych fotografii, kończąc się zaledwie 5 miesięcy później z powodu upadłości Ji Yue pod koniec 2024 roku.

### Dane techniczne
Ji Yue 07 powstało wyłącznie z myślą o napędzie elektrycznym. Podstawowy, tylnonapędowy, zyskał 268-konny silnik połączony z baterią 71,4 kWh i zasięgiem do 660 kilometrów w normie pomiarowej CLTC. Ponadto, umożliwiono także wybór większego akumulatora 100 kWh z zasięgiem do 880 kilometrów CLTC. Topowa specyfikacja z napędem AWD i łączną mocą 536 KM zyskała wyłącznie baterię o zasięgu do 770 kilometrów CLTC.